# 明道 (北宋)
明道（1032年十一月—1033年）是宋仁宗趙禎的第二個年号，北宋使用该年号共计2年。

## 年號含義
“明”指“明”，“道”指“王道”。便王道英明。另有說法是“明”字為“日月”的組合，指年幼的仁宗皇帝與章獻太后共同執政。
西夏虽然名义上称臣于宋，但以避讳李德明为由，用年号显道。

## 改元
- 天聖十年——十一月六日，有詔改元明道。[2][3][4]
- 明道二年——十二月二十四日，有詔明年改元景祐。[5][6][7]

## 紀年對照表
| 明道 | 元年   | 二年   |
| ---- | ------ | ------ |
| 公元 | 1032年 | 1033年 |
| 干支 | 壬申   | 癸酉   |

## 同期存在的其他政權之紀年
- 中國
  - 重熙（1032年－1055年）：契丹—遼興宗耶律宗真之年號
  - 显道（1032年－1034年）：西夏—夏景宗李元昊之年號
  - 正治（1027年－1041年）：大理—段素真之年號
- 越南
  - 天成（1028年－1034年）：李朝—李佛瑪之年號
- 日本
  - 長元（1028年－1037年）：後一條天皇與後朱雀天皇之年号

## 参看
- 中国年号索引
- 其他政权使用的明道年号

## 深入閱讀
- 李崇智. . 北京: 中華書局. 2004年12月. ISBN 7101025129.
- 鄧洪波. . 臺北: 國立臺灣大學東亞經典與文化研究計劃. 2005年3月  [2021-11-17]. ISBN 9789860005189. （原始内容 (pdf)存档于2007-08-25）.

| 前一年號： 天圣 | 北宋年号 | 下一年號： 景祐 |